# BMW F 650 GS
La F 650 GS est un modèle de motocyclette du constructeur bavarois BMW.

## F 650 GS monocylindre
Cette machine symbolise l'ambition de BMW à attirer la jeune clientèle à la marque. Pour cette raison, elle est disponible avec un kit limitant la puissance à 34 chevaux.
Le moteur provient de chez Rotax et développe 50 chevaux.

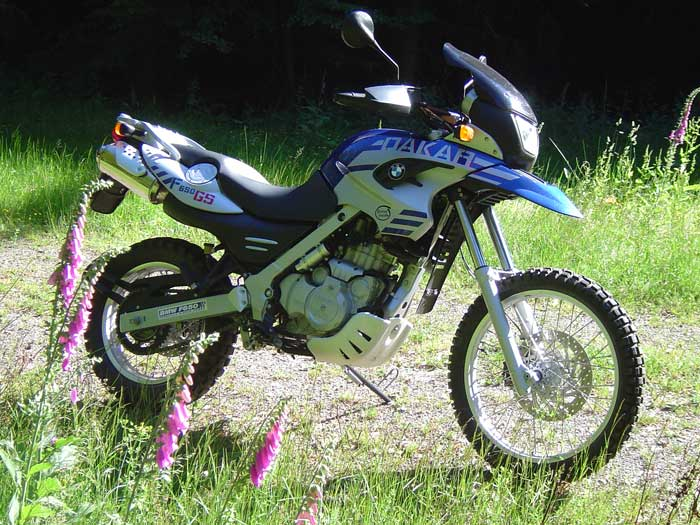
F 650 GS Dakar

Apparue en 2000, la F 650 GS est la première de la gamme GS à utiliser un moteur monocylindre.
Côté équipement, elle profite d'une nouvelle alimentation par injection et d'un échappement catalysé.
Le débattement de l'amortisseur arrière est porté à 165 mm, ce qui fait grimper la hauteur de selle à 800 mm.
L'orifice de remplissage du réservoir d'essence se trouve sur le flanc de selle côté droit, cette disposition permettant de déplacer le réservoir et ainsi d'abaisser le centre de gravité.
On trouve aussi une version Dakar, avec une roue avant de 21 pouces pour avaler plus facilement les obstacles, des débattements de suspension avant et arrière portés à 210 mm avec pour conséquence une hauteur de selle de 870 mm et une décoration spécifique.
En 2004, les deux versions sont équipées du double allumage.
Ce modèle est remplacé en 2010 par la G 650 GS.

## F 650 GS bicylindre

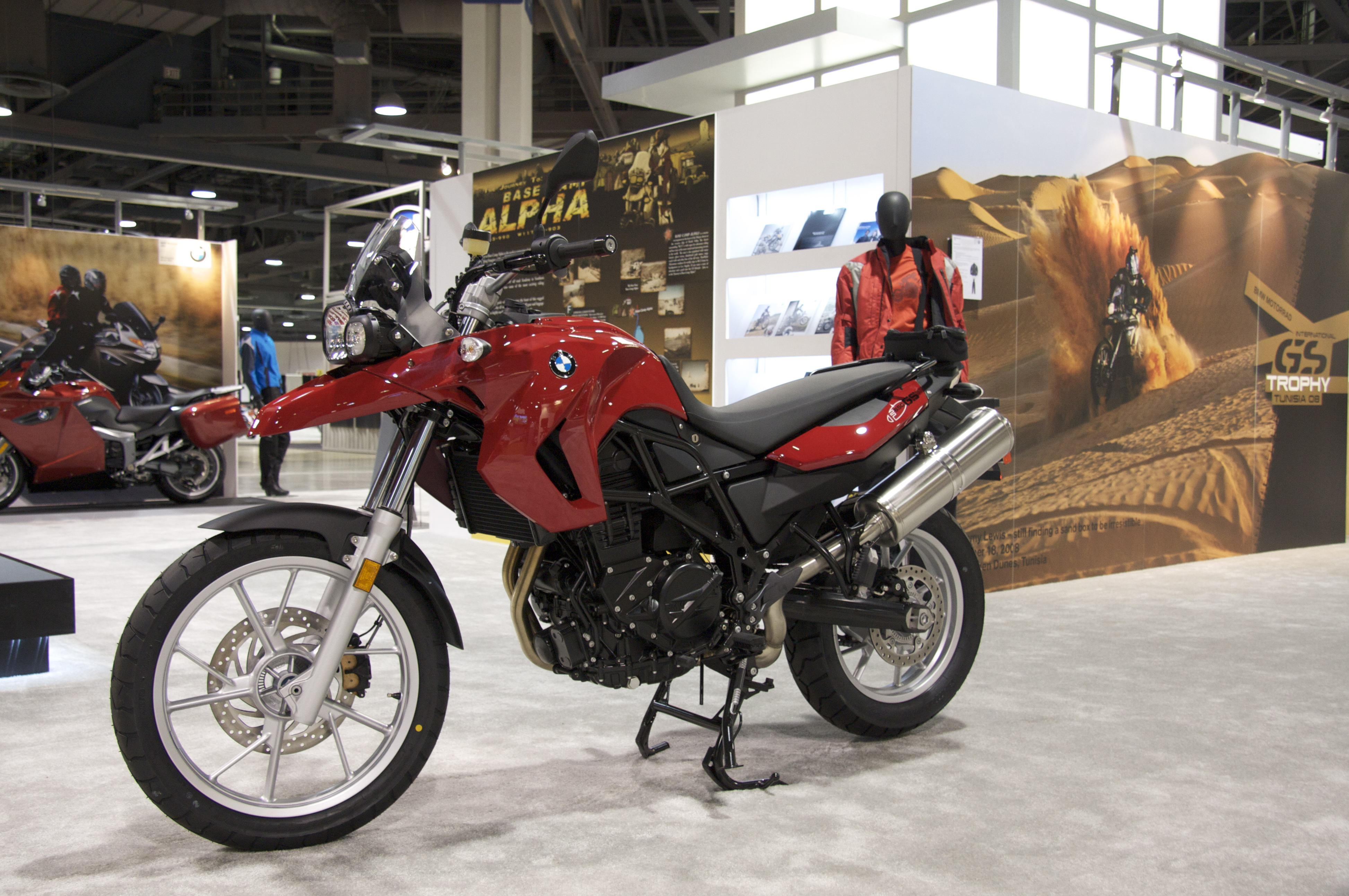
F 650 GS bicylindre de 800 cm3

Pour 2008, la F 650 GS est complètement remaniée. Si elle conserve la même dénomination, elle épaule la F 800 GS en offrant une alternative plus économique, mais avec le même moteur. La 650 GS fait désormais 800 cm3. Par rapport à la F 800 GS, le moteur délivre 71 chevaux, mais à 7 000 tr/min, pour un couple de 7,5 mkg à 4 500 tr/min. 
La fourche télescopique fait 43 mm de diamètre. Les suspensions avant et arrière ont respectivement des débattements de 180 et 170 mm. L'empattement est raccourci à 1 575 mm.
Le frein avant perd un disque.
La selle est ramenée à 820 mm et l'usine annonce un poids à sec de 179 kg.

## Utilisateur militaire
- Suisse : L'Armée suisse a acquis 600 BMW F 650 GS (moto 2 pl BMW F 650 GS) en 2002 et 2003 pour remplacer les motos Condor A350 (en) en service depuis 1971. À partir de 2017, elles sont remplacées par 600 BMW F 700 GS[2].